# Robo mundial
Robo mundial (bra: A Taça é Nuestra) é uma série de televisão via internet de comédia dramática argentina original do Star+. A trama seguirá um pai que tentará roubar a Copa do Mundo, após a eliminação da seleção argentina nas eliminatórias para a próxima Copa do Mundo, com o objetivo de eles reincorporam a equipe no campeonato e assim podem levá-la ao filho. Será estrelado por Joaquín Furriel, Benjamín Amadeo e Carla Quevedo. A série está programada para estrear em 2023.

## Sinopse
Conta a história de Lucho Buenaventura (Joaquín Furriel), que depois de investir todas suas economias para viajar com seu filho para a Copa do Mundo, vê a Seleção Argentina de Futebol ser desclassificada por causa de uma sanção nas eliminatórias. Sem nada a perder, ele reúne seus colegas de trabalho, um grupo chamativo de perdedores à beira do desemprego, para fazer justiça com suas próprias mãos e roubar a Copa do Mundo em sua turnê promocional pela Argentina, para tentar reintegrá-la na Copa do Mundo, salvando, assim, as esperanças de seu filho e a honra de um país.

## Elenco

### Principal
- Joaquín Furriel como Luciano "Lucho" Buenaventura
- Benjamín Amadeo como Wally Castaneda
- Carla Quevedo como Bárbara Simone
- Javier Gómez como Frank Manila
- Hugo Piccinini como Hugo "Fafa" Fafarelli
- Diego De Paula como Andrés Ledesma
- Hugo Quiril
- David Szechtman como Darío Freidman
- Agustina Tremari como Moira San Román
- Juan Isola como Rodolfo Morán
- Matías Luque como Sebastián Buenaventura

### Recorrente
- Arturo Puig
- Héctor Echavarría como "El Capo"
- Néstor Varzé como Néstor Tacchini
- Denise Yáñez como Victoria "Vicky" Sáenz

### Convidados
- Sergio Goycochea como Ele mesmo
- Oscar Ruggeri como Ele mesmo
- Maximiliano Rodríguez como Ele mesmo
- Sebastián Vignolo como Ele mesmo
- Daniel Arcucci como Ele mesmo
- Marcelo Sottile como Ele mesmo
- Federico Bulos como Ele mesmo
- Diego Fucks como Ele mesmo

## Produção

### Desenvolvimento
Em fevereiro de 2022, foi anunciado que o Star+ havia iniciado a produção de uma nova série chamada Robo mundial (originalmente intitulada La copa del mundo), que seria dirigida por Gabriel Nicoli. Da mesma forma, foi confirmado que a série estrearia em 2023.

### Seleção de elenco
No início de fevereiro de 2022, foi relatado que Joaquín Furriel, Benjamín Amadeo e Carla Quevedo foram as primeiras contratações para o elenco principal. Pouco depois, foi anunciado a incorporação de Javier Gómez, Hugo Piccinini, Diego De Paula, Hugo Quiril, David Szechtman, Agustina Tremari, Juan Isola e Matías Luque Benante ao elenco principal, que contaria com a participação especial de Arturo Puig, além de figuras do esporte, como jogadores de futebol aposentados e jornalistas.

### Filmagens
A fotografia principal começou em meados de fevereiro de 2022 em Buenos Aires.